# Аван (святой)
Аван (VI век) — святой епископ валлийский, священномученик. День памяти — 16 ноября, 17 ноября.
Святой Аван (Afan, Avan) из семейства Кунеды, по преданию, был епископом. Его имя было дано храму в местечке Лланаван, Брекнок.

## Житие
С. Баринг-Гульд в «Житиях британских святых» (1907) сообщает, что св. Аван был сыном Кедига ап Кередига и правнуком Кунеды Влединга, короля Гвинедского, и что его матерью была св. Тегвет (Tegfedd, (Tegwedd), дочь Тегида Фойла, лорда Пенллинского в Мейрионните, и что он жил в начале VI века. Св. Авана называли Биэлльт (Buellt) или Биалльт (Buallt), указывая на то, что он был епископом кантрева Буалльт,. Его мать считается легендарной фигурой, матерью Талиесина из истории о Керидвене, с которой связано озеро Бала (Llyn Tegid, Bala Lake). Имя Аван могло происходить от латинского Аманд (Amandus), но могло быть и названием реки.
С. Баринг-Гульд уточняет, что св. Аван был убит ирландскими пиратами (или датчанами) а берегу реки Хвеври (Chwefri), и что его могила в Лланаван -Вауре располагается на месте его мученической кончины. В цитируемом источнике пишется, что «нет ничего невероятного, что он был третьим епископом Лланбадарнским, и его храмы расположены в области, которая могла входить в эту епархию».
По отцовской линии св. Аван был двоюрным братом св. Давида, покровителя Уэльса. Одно из преданий гласит, что он был предшественником жившего в X веке епископа Иэйана (Ieuan), убитого разбойниками-викингами. Известно чудо, явленное в освящённом в честь святого храме: англо-норманский лорд Филипп де Браоз охотился в тех краях и решил, что храм будет удобным местом, где он и его собаки могли бы провести ночь. Проснувшись на рассвете, он обнаружил, что ослеп, а его собаки взбесились. Зрение вернулось к нему лишь тогда, когда он принял решение об участии в Крестовых походах. Ту же историю рассказывает Гиральд Камбрийский в своём Description of Wales (1188).

## Почитание
Святому Аыану посвящены храмы в Лланван-Вауре и Лланвфан-Вехане (Llanafan Fechan) в деканате Билт. Ещё один храм в деканате Лланбадарн-Ваур в Кередигионе, называется Лланаван-и-Траусгойд (Llanafan-y-Trawsgoed). Предположение о том, что когда-то существовала епархия Лланаван-Ваур и что св. Аван был её епископом, некоторым авторам представляется невероятным, так как оно основано на надписи на могиле св. Авана в Лланаван-Вауре, которая гласит HIC IACET SANCTUS AVANUS EPISCOPUS («Здесь лежит святой Аван, епископ»). Буквы глубоко прорезаны беневентанским, ломбардским шрифтом, слегка украшены орнаментом и располагаются на верхнем камне плоской продолговатой гробницы-алтаря в церковном дворе.
Деметианский календарь (Demetian Calendar) указывает на поминание св. Авана 16 ноября, но другие календари, в частности, Уэлш Праймерс (Welsh Prymers) от 1618 и 1633 годов указывают в качестве дня поминания 17 ноября.

## Тропарь, глас 1
Llanafan remembers thee, O Hierarch Afan,
thou teacher of piety, pastor, guide and inspirer of men’s hearts.
Wherefore, O holy one, entreat Christ our God
that He will grant great mercy to our souls.